# 望你早歸 (2015年大愛電視劇)
《望你早歸》是一部描寫慈濟基金會白明輝師兄、詹秀足師姐的真實人生電視劇，由白吉勝、范曉安、嚴藝文、林健寰、陳淑芳、德馨、 蔡阿炮、張可昀、許孟哲、高盟傑等演員領銜主演，於2015年11月28日在大愛電視20:00首播。

## 播出時間
以下時間以當地時間（台灣時間）為準

### 首播
| 片名     | 頻道       | 播放日期       | 播放時間                  |
| -------- | ---------- | -------------- | ------------------------- |
| 望你早歸 | 大愛電視台 | 2015年11月28日 | 20:00-20:49播出（無廣告） |
| 望你早歸 | 大愛海外台 | 2015年11月28日 | 20:00-21:00播出（含廣告） |
| 望你早歸 | 中天娛樂台 | 2015年11月28日 | 21:00-22:00播出（含廣告） |

### 重播
| 片名     | 頻道       | 播放日期       | 播放時間                  |
| -------- | ---------- | -------------- | ------------------------- |
| 望你早歸 | 大愛電視台 | 2015年11月28日 | 23:30-00:19播出（無廣告） |
| 望你早歸 | 大愛電視台 | 2015年11月28日 | 03:00-03:49播出（無廣告） |
| 望你早歸 | 大愛電視台 | 2015年11月28日 | 16:00-16:49播出（無廣告） |
| 望你早歸 | 大愛海外台 | 2015年11月28日 | 02:00-03:00播出（含廣告） |
| 望你早歸 | 大愛海外台 | 2015年11月28日 | 09:00-09:49播出（無廣告） |
| 望你早歸 | 大愛海外台 | 2015年11月28日 | 11:00-12:00播出（含廣告） |
| 望你早歸 | 中天娛樂台 | 2015年11月28日 | 11:00-12:00播出（含廣告） |

### 大愛會客室

#### 首播
| 片名       | 頻道       | 播放日期       | 播放時間        |
| ---------- | ---------- | -------------- | --------------- |
| 大愛會客室 | 大愛海外台 | 2015年11月28日 | 21:00-21:11播出 |
| 大愛會客室 | 大愛電視台 | 2015年11月28日 | 00:19-00:30播出 |
| 大愛會客室 | 大愛海外台 | 2015年11月28日 | 09:49-10:00播出 |

## 演員列表

### 主要演員
| 演員   | 角色   | 介紹 | 登場集數 |
| 白吉勝 | 白明輝 | 本劇男主角，在八七水災前三天出生，因為是白家唯一單傳金孫，所以從小備受寵愛呵護。受環境影響精通各種賭博遊戲，小學畢業從事翻砂工作且手藝精湛，而立之年與秀足結婚，不久後染上安非他命毒癮，使得身旁親人連帶折磨受苦，之後經由妻嫂素茹引薦加入慈濟後心態改觀，加上經歷九二一大地震後，震驚並感嘆人生無常，徹底懺悔改過向善。 | 全劇     |
| 范曉安 | 詹秀足 | 明輝妻子，國中畢業與哥哥秋榮學印刷製圖，個性堅忍、好強，做事按部就班，有計畫執行，和明輝隨性脾氣不相容。為了給小孩子一個好的成長環境，日夜工作賺錢，並搬家至田尾承擔房貸壓力。經歷明輝賭博、喝酒、吸毒等惡習時，承受巨大的身心壓力。直到明輝做慈濟改變後，人生才苦盡甘來。                                               |          |
| 嚴藝文 | 余燕   | 明輝母親，個性單純保守，以夫為天，明輝和秀足結婚後，婆媳間的相處不是很和諧。因余燕重男輕女觀念，全偏心於兒子明輝身上，一直到老病交加兩眼白內障視力模糊，秀足仍盡心盡責的照顧，余燕開始關心秀足。年老生病記憶衰退，只記得對明輝的擔心掛念之苦。                                                                           |          |
| 林健寰 | 白吉   | 明輝父親，身強體壯力氣大，做事也相當仔細，出社會後開設食用油行，但經歷八七水災後，造成很嚴重的損失。平時個性忠厚，但喝酒後就變了個人。與明輝較少相處，父子感情有隔闔。與外室鄭色搬到鶯歌做起肉圓生意再次翻身。年老兩度中風後，記憶力只停留在年輕時開油行意氣風發的時光。                                                 |          |
| 陳淑芳 | 白好   | 明輝阿嬤，擔任媒人為業，手段圓滑且口才好，也因本業為媒人緣故，始終掛念白家為傳宗接代壓力操心。 |          |
| 德馨   | 鄭色   | 白吉外室，明輝尊稱阿姨，在酒家認識白吉，本身脾氣硬好強，從不計較名分與白吉同居。即便白吉在彰化的生意失敗後也不離不棄，之後在鶯歌做起肉圓生意。年老時變得健忘，做過的事，說過的話，隨即忘了。 |          |

### 其他演員
| 演員              | 角色   | 介紹 | 登場集數 |
| 蔡阿炮            | 阿成   | 阿霞丈夫，水生養父，談吐風趣，但為人現實好功利，任何事情都愛跟白吉比較，因身體稍有殘疾不能生育，所以收養兒子水生，更期盼他長大後當上縣長，但灌輸唯利是圖錯誤觀念讓水生漸漸走入歧途，非常後悔。                               |          |
| 吳姵琳 （吳佩凌） | 白桂枝 | 明輝的姊妹，白吉、余燕的女兒。 |          |
| 張可昀            | 阿霞   | 阿成妻子，水生養母，雜貨店的老闆娘，很有生意頭腦，非常精明如何賺取一些蠅頭小利，動作手腳俐落，待人處事八面玲瓏，常常與丈夫阿成商討如何能夠賺大錢。                                                                           |          |
| 許孟哲            | 水生   | 從小與明輝、金龍一起長大的玩伴，非常暸解明輝個性，往往幾句話就能煽動明輝的言行。除了是明輝的賭友、酒友，之後更賣安非他命給明輝食用，28歲後就進出監牢。                                                                       |          |
| 高盟傑            | 金龍   | 從小與明輝、水生一起長大的玩伴，也曾一起在翻砂工廠工作，雖然也會與明輝喝酒賭博，但為人本性善良，懂得適時節制，感覺明輝走得太偏時，會勸誡提點他。                                                                             |          |
| 劉香君            | 阿樹嫂 | 金龍母親，善良有人情味，常幫助明輝媽媽。 |          |
| 郭耀仁            | 詹秋榮 | 秀足哥哥，年輕時工作拼命且要求完美。思考嚴縝，按部就班照計畫執行。但脾氣不好，又有個性。四十歲後轉行種樹苗，也開始調養身體。對人對事有哲思，對秀足的人生，有很大的影響和幫助。兄妹感情很好，是秀足遇到難關唯一能商量的對象。 |          |
| 黃婕菲            | 蕭素茹 | 秀足大嫂，秋榮妻子，在彰化人緣很好，為人熱心，有「田尾小太陽」之稱。聰明能幹，處事圓融，18歲時就自己開裁縫店。嫁給秋榮後，甘願放棄裁縫事業，重心轉往家庭。37歲開始做慈濟。接引明輝進慈濟，也是明輝一家重要的貴人。           |          |
| 王以路            | 鄭來于 | |          |
| 何蓓蓓            | 鄭明珠 | |          |

## 電視劇歌曲
| 曲別   | 歌名   | 演唱者 | 作詞 | 作曲 |
| 片頭曲 | 寄望   | 林慧萍 | 阿Q  | 泰元 |
| 片尾曲 | 越頭看 | 白吉勝 | 阿Q  | 泰元 |

## 大愛會客室名單
| 集數   | 日期           | 來賓                           |
| 第1集  | 2015年11月28日 | 臧蕙年、黃宥驊、嚴藝文、白吉勝 |
| 第2集  | 2015年11月29日 | 黃宥驊、嚴藝文、德馨           |
| 第3集  | 2015年11月30日 | 蔡阿炮、林健寰                 |
| 第4集  | 2015年12月1日  | 白明輝、林健寰                 |
| 第5集  | 2015年12月2日  | 白明輝、鄭來于、鄭明珠         |
| 第6集  | 2015年12月3日  | 白明輝、鄭來于、鄭明珠         |
| 第7集  | 2015年12月4日  | 白明輝、林健寰                 |
| 第8集  | 2015年12月5日  | 白吉勝、高盟傑                 |
| 第9集  | 2015年12月6日  | 鄭明珠、林健寰                 |
| 第10集 | 2015年12月7日  | 林健寰、嚴藝文、德馨           |
| 第11集 | 2015年12月8日  | 林健寰、白明輝、鄭來于         |
| 第12集 | 2015年12月9日  | 白吉勝、吳宏智                 |
| 第13集 | 2015年12月10日 | 白明輝、林健寰、白吉勝         |
| 第14集 | 2015年12月11日 | 白吉勝、高盟傑                 |
| 第15集 | 2015年12月12日 | 白吉勝、嚴藝文                 |
| 第16集 | 2015年12月13日 | 蕭素茹、詹秋榮                 |
| 第17集 | 2015年12月14日 | 白吉勝、高盟傑                 |
| 第18集 | 2015年12月15日 | 白明輝、嚴藝文、白吉勝         |
| 第19集 | 2015年12月16日 | 白吉勝、白明輝、詹秀足、       |
| 第20集 | 2015年12月17日 | 白明輝、黃婕菲、蕭素茹、       |
| 第21集 | 2015年12月18日 | 蕭素茹、詹秋榮                 |
| 第22集 | 2015年12月19日 | 白明輝、詹秋榮                 |
| 第23集 | 2015年12月20日 | 吳宏智、嚴藝文、白明輝         |
| 第24集 | 2015年12月21日 | 嚴藝文、吳宏智                 |
| 第25集 | 2015年12月22日 | 白吉勝、白明輝、詹秀足         |
| 第26集 | 2015年12月23日 | 詹秀足、白吉勝                 |
| 第27集 | 2015年12月24日 | 白明輝、詹秀足                 |
| 第28集 | 2015年12月25日 | 白明輝、蔡阿炮、白吉勝         |
| 第29集 | 2015年12月26日 | 白明輝、詹秀足                 |
| 第30集 | 2015年12月27日 | 蔡阿炮、黃宥驊                 |
| 第31集 | 2015年12月28日 | 白吉勝、嚴藝文                 |
| 第32集 | 2015年12月29日 | 白明輝、詹秋榮、蕭素茹         |
| 第33集 | 2015年12月30日 | 蕭素茹、詹秋榮                 |
| 第34集 | 2015年12月31日 | 黃婕菲、詹秋榮、蕭素茹         |
| 第35集 | 2016年1月1日   | 白明輝、馬永昌、李輝祥、江銘桂 |
| 第36集 | 2016年1月2日   | 白明輝、馬永昌、李輝祥、江銘桂 |
| 第37集 | 2016年1月3日   | 白明輝、黃婕菲、蕭素茹         |
| 第38集 | 2016年1月4日   | 詹秀足、白傳鑫、白傳鉉         |
| 第39集 | 2016年1月5日   | 白明輝、白傳鉉、白傳鑫         |
| 第40集 | 2016年1月6日   | 白明輝、詹秀足、白傳鑫、白傳鉉 |

## 外部連結
- 望你早歸官方網站－大愛戲劇
- 大愛劇場的Facebook專頁

| 大愛電視台 週一至週日 20:00-20:49             | 大愛電視台 週一至週日 20:00-20:49          | 大愛電視台 週一至週日 20:00-20:49 |
| --------------------------------------------- | ------------------------------------------ | --------------------------------- |
|                                               | 望你早歸 （2015年11月28日－2016年1月6日）  |                                   |
| 萬里桂花香 （2015年10月19日－2015年11月27日） | 愛的人生路 （2016年1月7日－2016年2月12日） |                                   |

| 中天娛樂台 週一至週日 21:00-22:00             | 中天娛樂台 週一至週日 21:00-22:00          | 中天娛樂台 週一至週日 21:00-22:00 |
| --------------------------------------------- | ------------------------------------------ | --------------------------------- |
|                                               | 望你早歸 （2015年11月28日－2016年1月6日）  |                                   |
| 萬里桂花香 （2015年10月19日－2015年11月27日） | 愛的人生路 （2016年1月7日－2016年2月12日） |                                   |